# Fred Barrett
Frederick William „Fred“ Barrett (* 26. Januar 1950 in Ottawa, Ontario) ist ein ehemaliger kanadischer Eishockeyspieler, der im Verlauf seiner aktiven Karriere zwischen 1967 und 1984 unter anderem 789 Spiele für die Minnesota North Stars und Los Angeles Kings in der National Hockey League auf der Position des Verteidigers bestritten hat. Seinen größten Erfolg feierte Barrett in Diensten der Minnesota North Stars, für die er alle bis auf 15 Spiele bestritt, mit dem Erreichen der Finalserie der Stanley-Cup-Playoffs 1981. Sein acht Jahre jüngerer Bruder John war ebenfalls professioneller Eishockeyspieler und acht Jahre in der NHL aktiv.

## Karriere
Barrett verbrachte seine Jugendzeit in seiner Geburtsstadt Ottawa, wo er bis 1966 für die unterklassigen Juniorenteams der Ottawa Junior Canadians und Ottawa Capitals spielte. Bereits seine Juniorenzeit war von erheblichen Verletzungen geprägt. So verpasste er die gesamte Saison 1965/66 der Junior Canadians aufgrund eines Bruchs der Kniescheibe und nach seinem Wechsel zu den Toronto Marlboros in die höherklassig eingestufte Ontario Hockey Association im Sommer 1966 führte ein während der Saisonvorbereitung diagnostizierter Knochensplitter in seinem Sprunggelenk dazu, dass er in seinem eigentlichen Rookiejahr nur zwei Spiele für die Marlboros bestreiten konnte. In den Playoffs war er aber wieder verfügbar und gewann mit der Mannschaft den J. Ross Robertson Cup, die Meisterschaftstrophäe der OHA. Wenig später machte die Mannschaft mit dem Gewinn des prestigeträchtigen Memorial Cups das Double perfekt. In seinem zweiten Jahr war Barrett ebenfalls nicht frei von Verletzungen und so bestritt er 51 Spiele mit einer gebrochenen Hand. Es folgten schließlich zwei weitere Spielzeiten bis zum Frühjahr 1970 in Toronto, ehe er im NHL Amateur Draft 1970 in der zweiten Runde an 20. Stelle von den Minnesota North Stars aus der National Hockey League ausgewählt wurde.
Der 20-Jährige wechselte daraufhin zur Saison 1970/71 in den Profibereich und schaffte auf Anhieb den Sprung in den Kader der North Stars. In seiner ersten Saison absolvierte er 57 Spiele und bereitete dabei 13 Tore vor.  Es folgten jedoch immer wieder Verletzungen, die ihn zurückwarfen. So verpasste er aufgrund von Knochenbrüchen – unter anderem des Oberschenkelknochens – immer wieder signifikante Zeit, ebenso plagte ihn eine Schulterverletzung. Nachdem der Defensivspieler die Saison 1971/72 bei den Cleveland Barons in der American Hockey League verbracht hatte, kehrte er zum folgenden Spieljahr wieder in die NHL zurück und war – sofern nicht von Verletzungen geplagt – für die folgenden elf Spielzeiten bis zum Herbst 1983 ein fester Bestandteil des Kaders der North Stars. Erst sechs Jahre nach seinem Ligadebüt konnte er seine erste volle NHL-Saison absolvieren. Insgesamt bestritt er nur dreimal mehr als 70 Spiele in seinen 13 Jahren in der Liga. Im Verlauf der Stanley-Cup-Playoffs 1981 erreichte er überraschend die Finalspiele um den Stanley Cup mit den Minnesota North Stars.
Im Oktober 1983 endete Barretts Zeit in Minnesota nach 13 Jahren, als er gemeinsam mit Steve Christoff zu den Los Angeles Kings transferiert wurde. Im Gegenzug wechselte Dave Lewis zu den North Stars. Es dauerte allerdings bis zum März 1984, ehe der Abwehrspieler für die Kings debütierte. Nach 15 Einsätzen beendete er nach der Saison 1983/84 im Alter von 34 Jahren von Verletzungen geplagt – er hatte sich abermals die Hand gebrochen, litt an einer Rückenverletzung und beklagte Calciumablagerungen in seinen Beinen – seine aktive Karriere.

## Erfolge und Auszeichnungen
- 1967 J.-Ross-Robertson-Cup-Gewinn mit den Toronto Marlboros
- 1967 Memorial-Cup-Gewinn mit den Toronto Marlboros

## Karrierestatistik
(Legende zur Spielerstatistik: Sp oder GP = absolvierte Spiele; T oder G = erzielte Tore; V oder A = erzielte Assists; Pkt oder Pts = erzielte Scorerpunkte; SM oder PIM = erhaltene Strafminuten; +/− = Plus/Minus-Bilanz; PP = erzielte Überzahltore; SH = erzielte Unterzahltore; GW = erzielte Siegtore; 1 Play-downs/Relegation; Kursiv: Statistik nicht vollständig)